# Solid Energy
Solid Energy est une entreprise de charbonnage de Nouvelle-Zélande. C'est une entreprise d'État, détenue par l'état néo-zélandais.